# فرانسيس ليونارد
فرانسيس ليونارد (23 أغسطس 1964 - ) (بالإنجليزية: Frances Leonard)‏ هي لاعبة كريكت أسترالية. شاركت مع منتخب أستراليا الوطني للكريكت.

## وصلات خارجية
- فرانسيس ليونارد على موقع إي آس بي آن كريك إنفو (الإنجليزية)